# 圣马提亚修道院

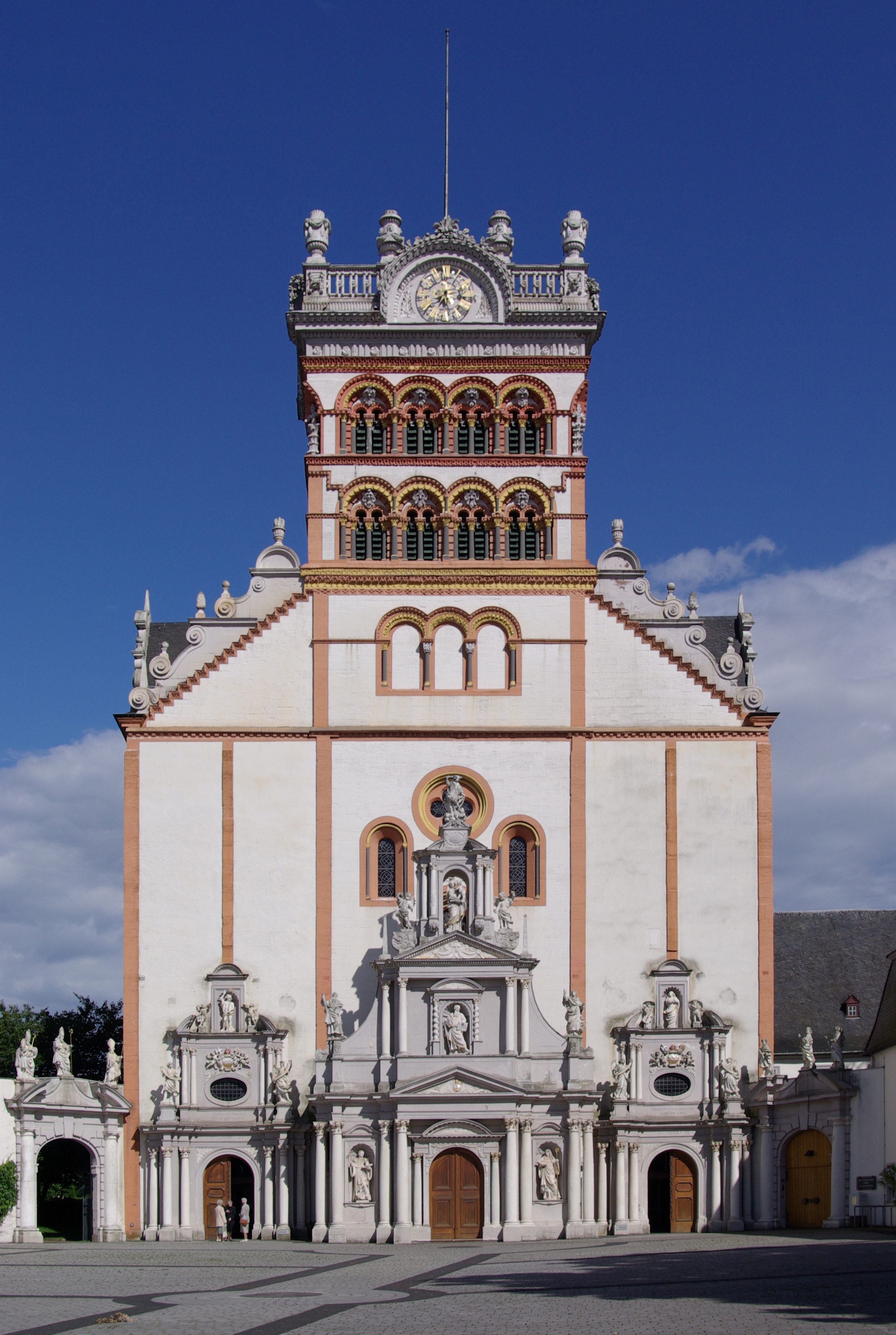
圣马提亚修道院

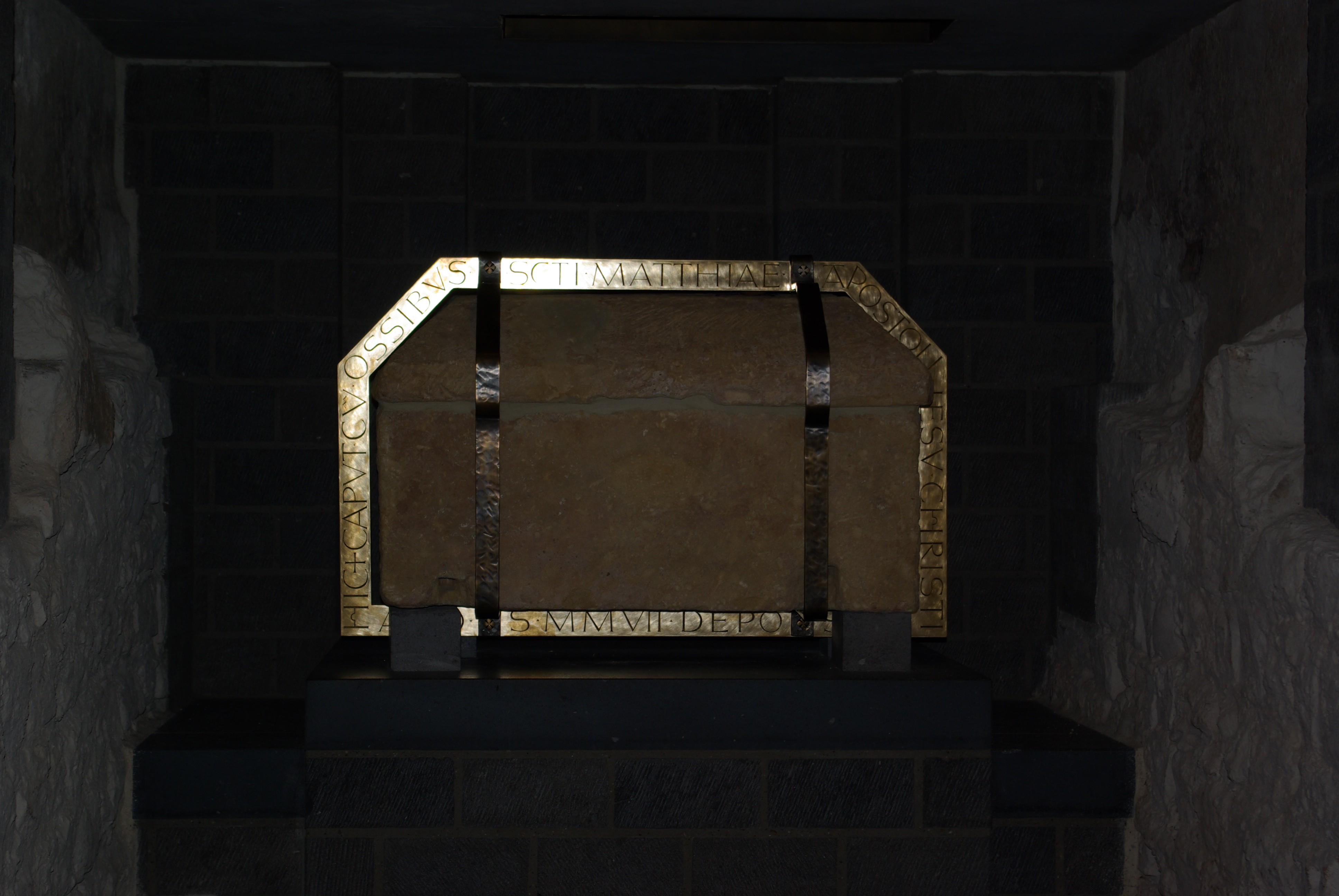
使徒马提亚的石棺

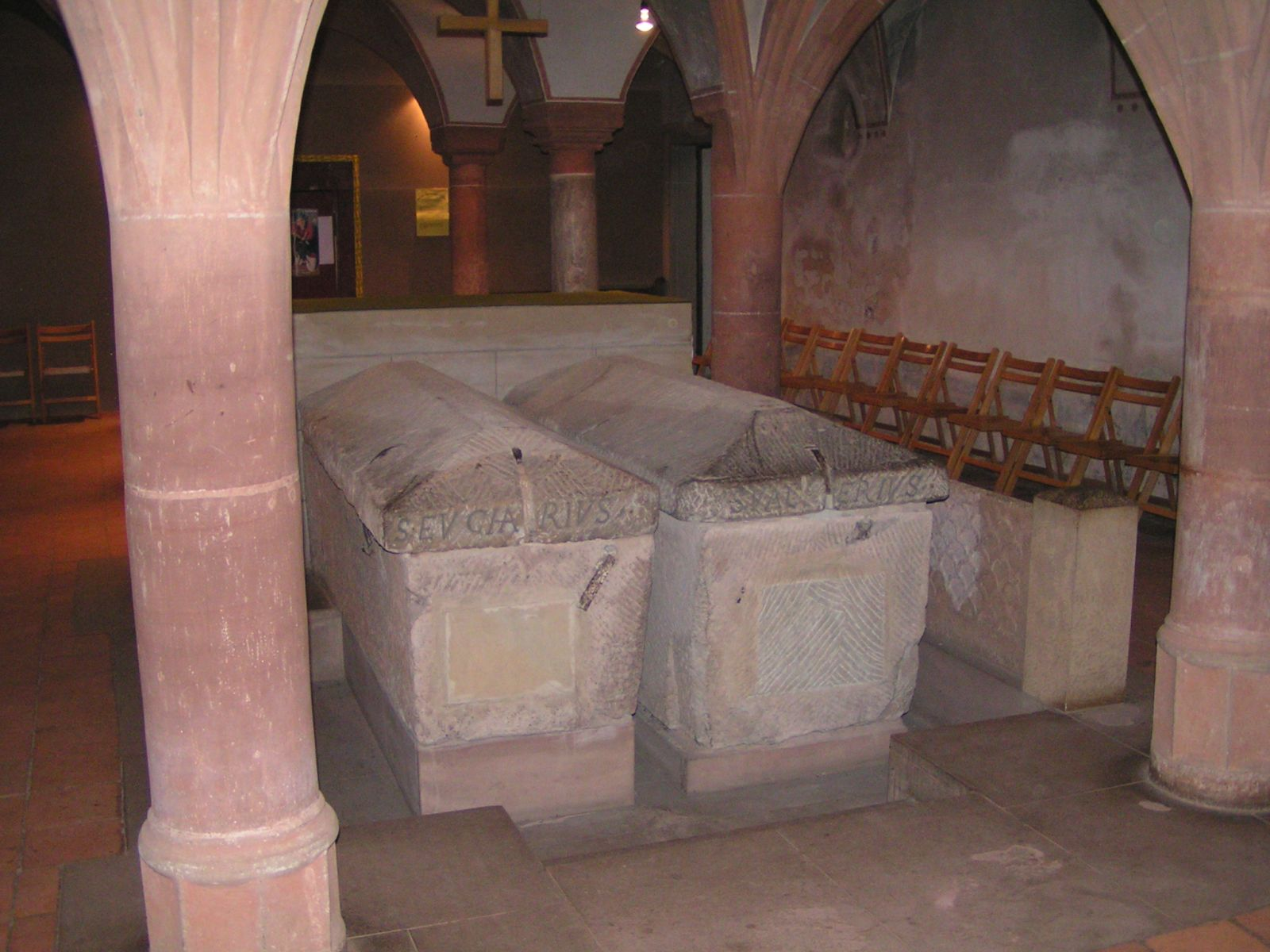
尤里卡乌斯主教和瓦勒瑞乌斯主教的石棺

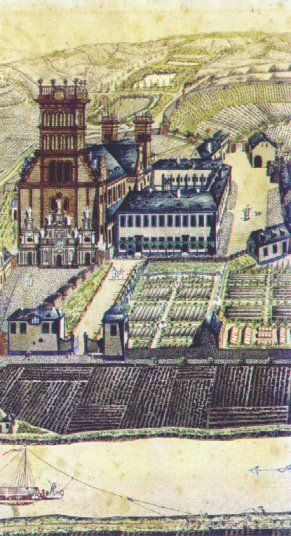
1783年的修道院

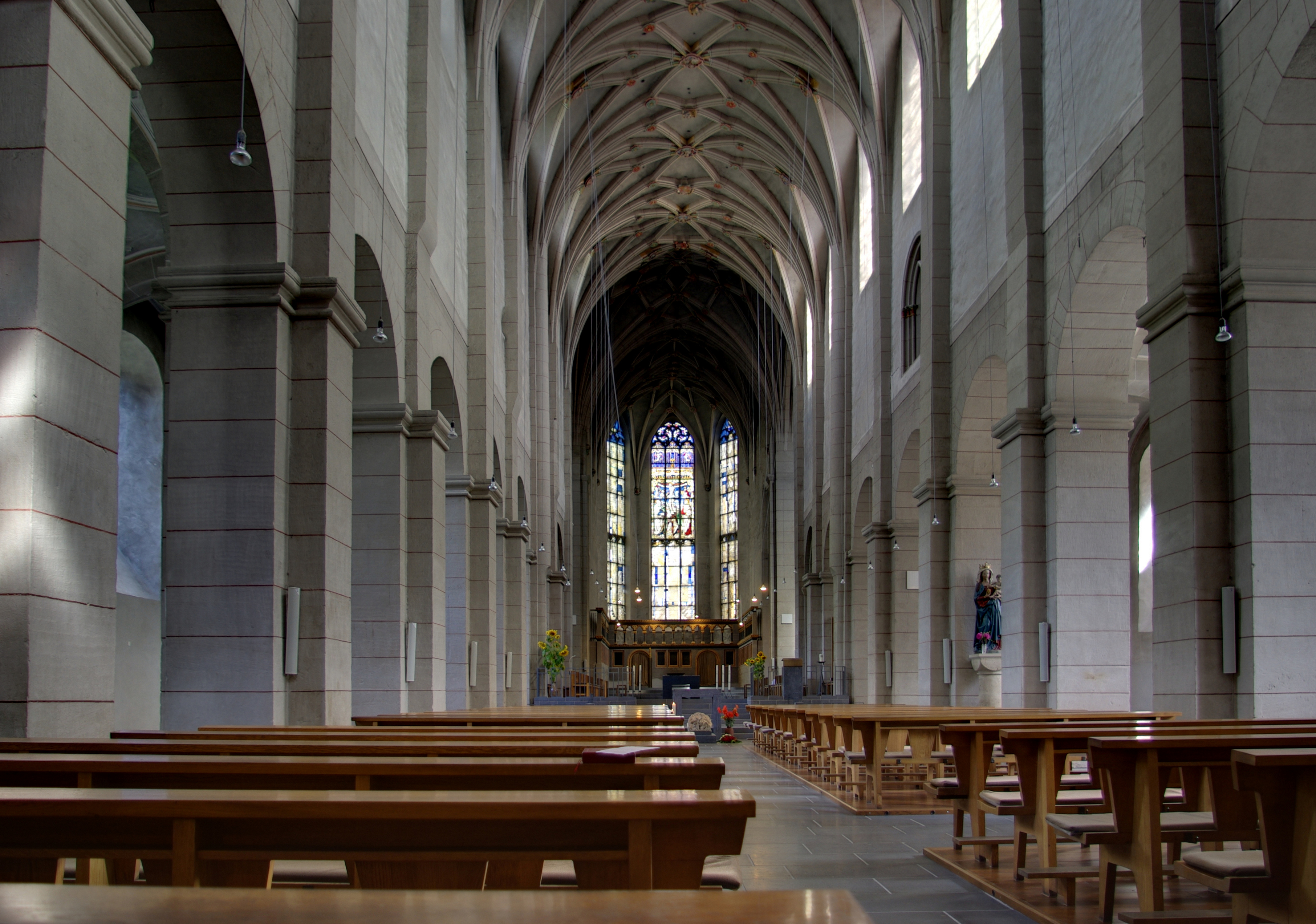
教堂大殿

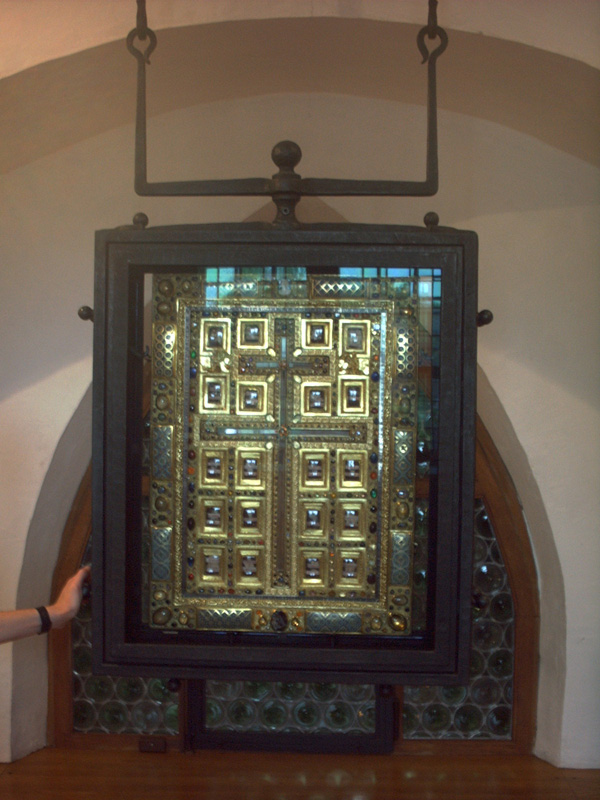
圣十字架残片

本笃修会圣马提亚修道院（德語：Benediktinerabtei St. Matthias），是本笃会在特里尔的一座修道院。
教堂是一座罗曼式的巴西利卡建筑。它是马提亚兄弟会的一个重要朝圣地。公元12世纪成为使徒马提亚的墓地，也因此被命名为圣马提亚修道院。最初这里是因为特里尔的第一任大主教圣尤里卡乌斯（Eucharius）而出名，他的石棺被安放在教堂地下室。圣马提亚修道院是德意志土地上以及阿尔卑斯山以北唯一一座耶稣使徒墓。从1920年起这座教堂被教会指定为乙级宗座圣殿（Minor Basilica)。（参见巴西利卡)

## 历史

### 从修建到废弃
圣马提亚道院自从罗马帝国晚期就有僧侣居住。大约公元977年成为本笃修道会的修道院。
从十世纪起这里成为大主教尤里卡乌斯（Eucharius）和瓦勒瑞乌斯（Valerius）的棺冢所在地。这两位分别是特里尔教区的第一位和第二位主教，是特里尔教区的奠基人。圣马提亚的尸骨是在罗马皇帝君士坦丁一世的母亲聖海倫納的安排下运到特里尔的。公元1127年，当人们拆除修道院旧有建筑时发现了圣马提亚的遗骨。由此出现了到这里朝圣的热潮。1283年这里建起了一座隔离麻风病人用的房子。这所房子从属于修道院并且从修道院获取资金支持。
在巴塞尔宗教会议之后教会开始了改革。教会在以地方主教的身份担任修道院长的卡特尔派僧侣（Kartäuser）约翰那斯.诺德的带领下开始了神学和经济上的双重革新.僧侣们以圣马提亚为榜样,希望建立一个以本修道院为中心的宗教联盟,但是这个计划没能实现.于是在1458年他们加入了1446年建立的布斯菲尔德宗教联盟.
宗教改革并没有留下什么痕迹.但是战争和掠夺,以及与主教的斗争却一再影响着修道院的发展.1783年最后一位大院长卸任,修道院开始走下坡路。以后这里的领导由次级院长(Prior)担任。在混乱的法国大革命期间，法国人入侵了德意志帝国，僧侣们逐渐离开这所修道院。1794年到1802年僧侣们住在教区牧师房(Mattheiser Pfarrhaus). 1802年起修道院被用世俗场所。商人克里斯托弗·菲利普·内尔买回廊和毗邻的建筑物，用来作为住所和农业用途。因此修道院的建筑得以保存，避免了像许多其他寺院一样被拆除。
修道院的很多从属建筑也被保留了下来，特别是在莫泽尔河流域的村庄里。很多农舍和农场建筑在1802年世俗化以前是属于修道院的。他们通常被称为“马蒂亚斯农场”（Mattheiser Hof）或其它由修道院而来的名字。比如Merzlich村（现Konz，Karthaus）附近的一个大农场Roscheider Hof就是一个例子。现在它已经被改建为博物馆。

### 重建到如今
十九世纪，人们对修道院进行过多次重修。第一次世界大战之后，从瑞士Seckau修道院来的Beuroner派的僧侣住进了Mattheiser Pfarrhaus。1922年10月22日，这里重新启用为本笃会修道院。他们加入了Beuroner宗教联盟。1941年纳粹政府关闭了修道院，僧侣迁居到位于莱茵兰－普法尔茨北部的Maria Laach修道院。在他们1945年返回这里之后，情况起了变化，人们不再像过去一样对教会有很强的需要，而教区依然是教会重要的经济来源。于是一些僧侣不得不迁到了萨尔州的Tholey修道院，另一些则留守本地。于是僧侣团分裂了，留在圣马提亚修道院的僧侣不属于任何一个宗教团体。直到1981年他们加入了圣母玛利亚喜报修道院联合会(德语：Kongregation von der Verkündigung der seligen Jungfrau Maria，英语：Congregatio Annuntiationis BMV )
1991年，圣马提亚修道院与1972年重修的Huysburg修道院联合。2004年9月，两个僧侣团结为联盟。联盟致力于给人以灵魂上的帮助。2007年，圣马提亚教堂大约有一万信徒。僧侣们帮助医院的病人，并且做一些朝圣方面的工作。教堂也欢迎普通人的拜访，并且与之进行一些非宗教话题的谈话。个别的僧侣团兄弟做一些世俗工作，比如法官、城市规划师或者教师。
从1981年到2005年，Ansgar Schmidt作为院长领导修道院。目前僧侣团有26位成员，17位来自特里尔。9位来自Huysburg。

## 建筑和文物价值

### 巴西利卡教堂
圣马提亚修道院的巴塞利卡式教堂落成于1148年1月13日。它有四个功能：作为教区教堂供人们礼拜；作为本笃修会的僧侣教堂供僧侣修行；作为使徒圣马提亚的坟墓供人们朝圣；同时它还是特里尔两位最早的主教尤里卡乌斯和瓦勒瑞乌斯的墓地，有很高的文物价值。因此一方面，教堂有很高的文物价值，必须加以保护；另一方面，教堂还必须要满足教区信徒的需求，所以至今仍被使用。于是两方面出现了矛盾。
于是漫长的修复重建工作展开了。地下墓室必须要在原有的基础上加上两道横梁，通道要重新整修。原先纪念使徒马提亚的地方经过重新设计装修后有了布道和庆祝的作用，以适应新的需求。唱诗班的位置增加了座椅。为了方便到达各层，电梯也被安装进来。2007年12月10日，在大主教Reinhard Marx的主持下，装有圣马提亚遗骨的神龛被安放到了教堂地下墓穴中。

### 管风琴
自从16世纪起教堂就有了管风琴，但是后来被荷兰管风琴大师Florentius Hocque 的作品所代替。这位大师在1590年也为特里爾主教座堂制作了一座管风琴。现金的管风琴是1977年管风琴制造商 Karl Schuke Berliner Orgelbauwerkstatt 制作，并在同年9月10日安装完成的。

## 历任主教
- 1211–1257: Jakob von Lothringen
- 1416–1421: Herbrand von Guls
- 1421–1439: Johannes Rode
- 1439–1447: Johannes von Vorst
- 1447–1451: Heinrich Wolff von Sponheim
- 1451–: Johannes Donre
- 1569–1573: Peter von Niederweiß
- 1599–1612: Johann von Keil
- 1629–1649: Nikolaus Trinkler
- 1649–1675: Martin Feiden
- 1675–1700: Cyrill Kersch
- 1700–1727: Wilhelm Henn
- 1727–1758: Modestus Manheim
- 1758–1773: Adalbert Wiltz

重建之后：
- 1922–1938: Laurentius Zeller (1938 zum Präses der Brasilianischen Kongregation gewählt)
- 1939–1946: Basilius Ebel (1946–1966 Abt von Maria Laach)
- 1947–1949: Petrus Borne (1949–1976 Abt von Tholey)

1949僧侣团分裂之后：
- 1961–1963: Eucharius Zenzen, 53. Abt von St. Eucharius (1950–1961 Prior Administrator)
- 1963–1969: Laurentius Klein
- 1969–1981: Athanasius Polag
- 1981–2005: Ansgar Schmidt (seit 2004 Abtpräses der Kongregation von der Verkündigung)
- 2005–: Ignatius Maaß

## 僧侣的日程
- 5:15 起床
- 5:45 晨祷
- 6:30 早讲话，然后自由活动
- 8:00 工作时间
- 12:30 午祷
- 12:45 午饭（允许交谈）
- 14:30 工作时间
- 18:15
- 19:10 晚饭（保持沉默）
- 20:00 晚祷
- 20:15 个人自由支配